# Woltersdorf (Wendland)
Woltersdorf ist eine Gemeinde im Landkreis Lüchow-Dannenberg in Niedersachsen.

## Geografie

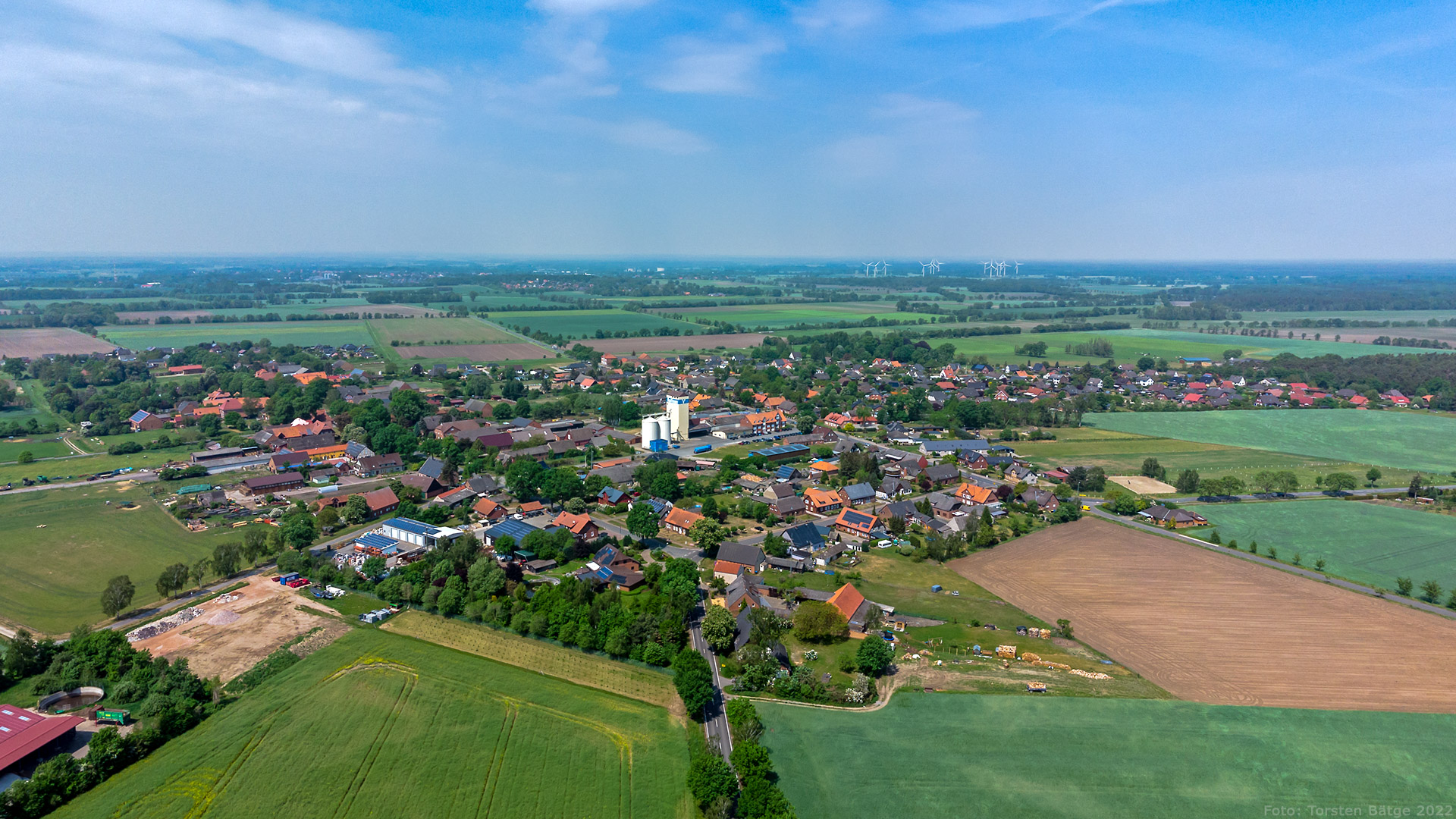
Woltersdorf

### Geografische Lage
Woltersdorf liegt im Wendland innerhalb des Naturpark Wendland.Elbe. Nördlich des Ortes verläuft der nach Nordwesten hin abfließende Luciekanal. Die Gemeinde gehört der Samtgemeinde Lüchow (Wendland) an, die ihren Verwaltungssitz in der Stadt Lüchow (Wendland) hat.

### Gemeindegliederung
Die Gemeinde Woltersdorf besteht aus folgenden Ortsteilen:
1. Klein Breese mit Bahnhof und Forsthaus Oerenburg
2. Lichtenberg
3. Thurau
4. Woltersdorf

## Geschichte
Bei Bauarbeiten nahe dem Ortsteil Lichtenberg am Rande der Geestinsel des Öring wurden 1986 Bodenverfärbungen und Keramikscherben festgestellt. Ausgrabungen zwischen 1987 und 1993 brachten zahlreiche Steinwerkzeuge zutage, die auf ein Alter von 55.000 Jahren datiert und dem Neandertaler zugeordnet wurden. Wahrscheinlich handelt es sich um einen prähistorischen Jagdplatz. Bei den Ausgrabungen fanden sich auch Spuren einer jüngeren Besiedlung des Areals. Es wurden Keramikscherben aus der jüngeren Bronzezeit, der vorrömischen Eisenzeit, der römischen Kaiserzeit und dem Mittelalter gefunden. Die Funde von Lichtenberg befinden sich in der Sammlung der Urgeschichtsabteilung des Niedersächsischen Landesmuseums in Hannover.
Auf die frühe Anwesenheit des Menschen in der Gegend um Woltersdorf weist auch der Fund eines etwa 50.000 Jahre alten Faustkeils hin. Ein weiteres Fundstück ist ein Goldring aus der älteren Bronzezeit (ca. 1100–1550 v. Chr.).
Zu Zeiten der germanischen Besiedlung bewohnte der Stamm der Langobarden das Gebiet rund um Woltersdorf. Nach der Völkerwanderung siedelten sich Slawen in diesem Gebiet in Rundlingsdörfern an, auf die die Bezeichnung Wendland zurückzuführen ist. Auf die slawische Besiedlung weist der „Götzenstein“ hin, der als Abbild eines Gesichts in die Feldkirche eingemauert wurde.
Woltersdorf wurde erstmals urkundlich im 14. Jahrhundert erwähnt. Die ältesten Namensformen waren Waltistorpe (1371), Wolterstorpe (1395) und schließlich Woltersdorf im Jahre 1450.

## Eingemeindungen
Am 1. Juli 1972 wurden die Gemeinden Klein Breese, Lichtenberg und Thurau eingegliedert.

## Politik
Die Gemeinde Woltersdorf gehört zum Landtagswahlkreis 48 Elbe und zum Bundestagswahlkreis 38 Lüchow-Dannenberg – Lüneburg.

### Gemeinderat
Der Rat der Gemeinde Woltersdorf setzt sich aus neun Mitgliedern zusammen. Die Ratsmitglieder werden durch eine Kommunalwahl für jeweils fünf Jahre gewählt.
Bei der Kommunalwahl 2021 ergab sich folgende Sitzverteilung:
| Gemeinderat 2021Insgesamt 9 Sitze - SPD: 1 - UL: 5 - CDU: 3 |

### Bürgermeisteramt
Im November 2016 wurde Claudia Hennings (CDU) zur Nachfolgerin von Klaus Böttcher gewählt. Böttcher hatte das Amt 25 Jahre bekleidet. Neuer amtierender Bürgermeister seit November 2021 ist Tobias Gauster (UL).

## Sehenswürdigkeiten

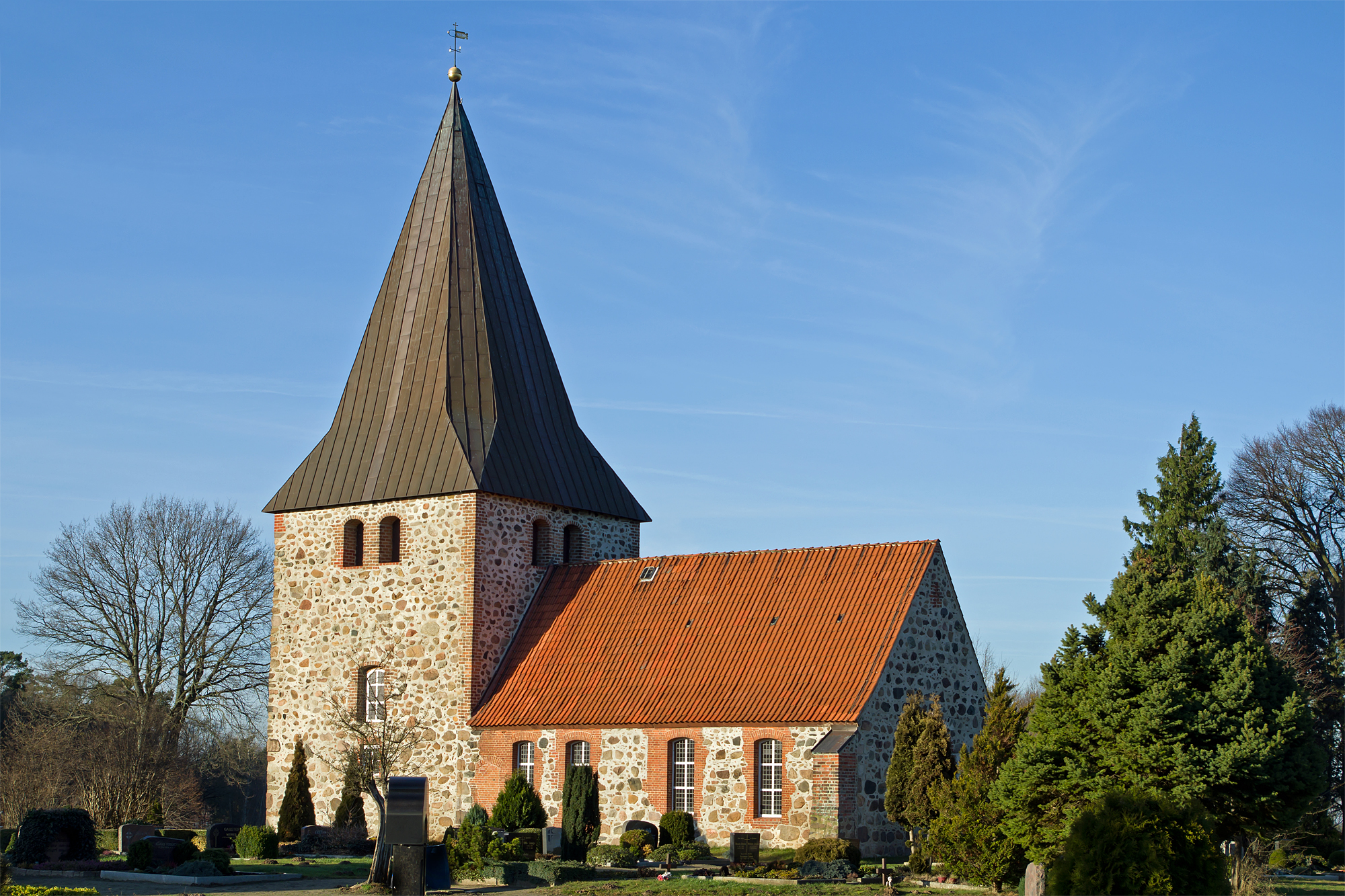
Feldkirche Woltersdorf

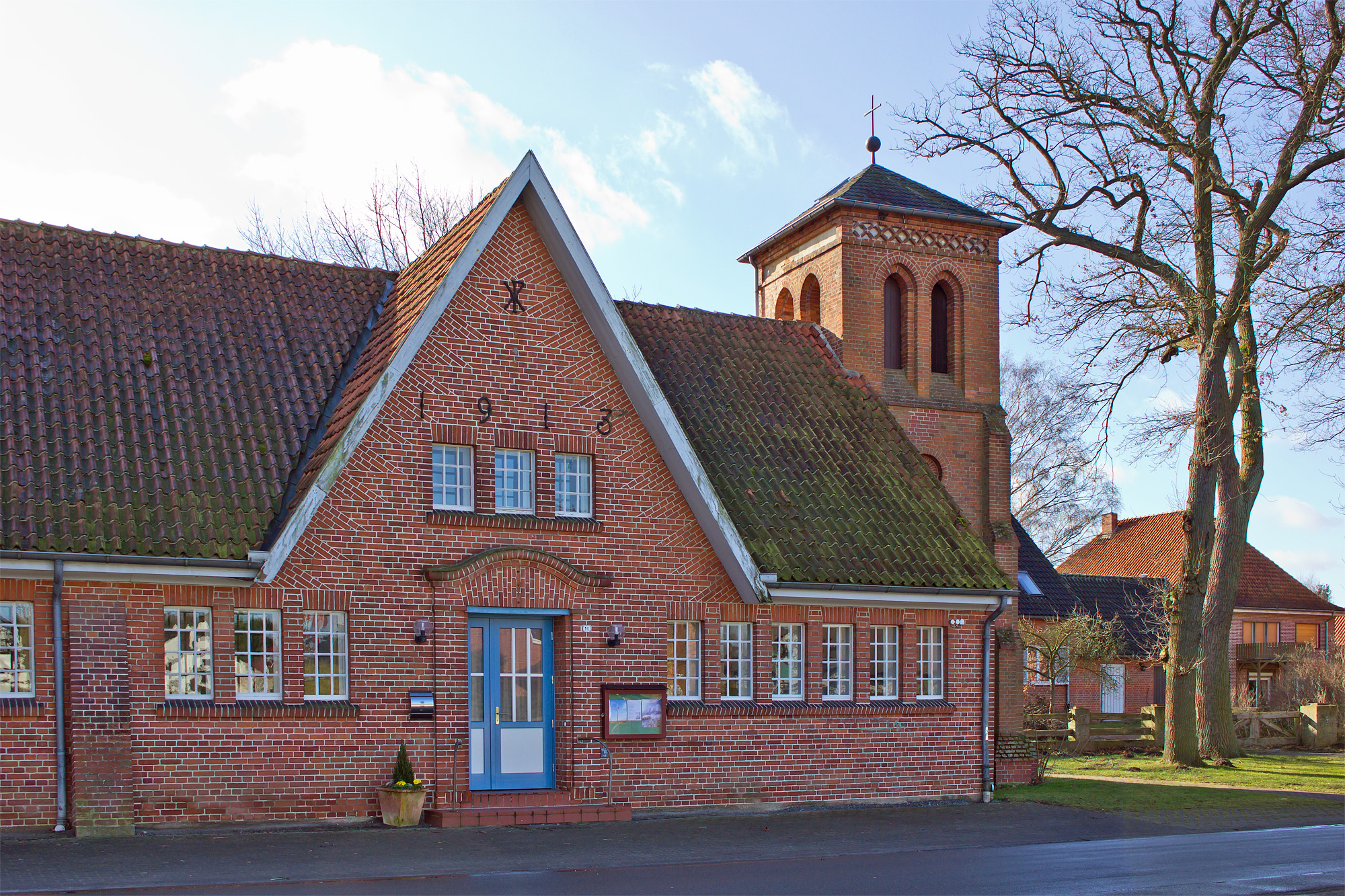
Dorfgemeinschaftshaus mit integrierter Kapelle

In der Liste der Baudenkmale in Woltersdorf (Wendland) stehen alle Baudenkmale der Gemeinde Woltersdorf. Sehenswürdigkeiten sind die Feldkirche Woltersdorf und der Brautstein. Beide sind im Woltersdorfer Wappen dargestellt.
In der Liste der Bodendenkmale in Woltersdorf finden sich alle Bodendenkmale. Der ehemalige Gutshof und frühere Adelssitz (im Volksmund „Burg“ genannt) ist vermutlich aus einer Motte hervorgegangen. Das Wohnhaus aus dem späten 18. Jahrhundert steht auf einer Anschüttung, umgeben von altem Baumbestand und Resten einer Graft.

## Verkehr
Die B 493 Lüchow–Schnackenburg führt direkt durch den Hauptort der Gemeinde sowie durch den Ortsteil Klein Breese.

## Wirtschaft
Am Nordostrand des Hauptortes befindet sich die „Zentraldeponie Woltersdorf“ als Abfall- und Wertstoffentsorgungszentrum des Landkreises Lüchow-Dannenberg.

## Persönlichkeiten

### Söhne und Töchter der Gemeinde
- Karl August Wittfogel (1896–1988), Soziologe und Sinologe.

### Persönlichkeiten, die vor Ort gewirkt haben
- Karl Lühr, Bürgermeister der Gemeinde Woltersdorf, am 20. Dezember 1943 von den Nationalsozialisten im Zuchthaus Brandenburg-Görden hingerichtet.[9]
- Benjamin Piel (* 1984), Journalist und Theodor-Wolff-Preisträger, lebte zeitweise (bis 2018) in Woltersdorf.
- Die Mitglieder der Band Hundreds leben in Woltersdorf.[10]